# Trois Gosses sur les bras
Pour plus de détails, voir Fiche technique et Distribution.
Trois Gosses sur les bras (My Blue Heaven) est un film américain en Technicolor réalisé par Henry Koster,  sorti en 1950.
Ce film évoque la transition du monde de la radio vers la télévision. Le duo d'acteurs Grable - Dailey est présent dans trois autres comédies dont Maman était new-look (Mother Wore Tights) en 1947 et À toi pour la vie (When My Baby Smiles at Me) en 1948. Trois gosses sur les bras marque aussi les débuts au cinéma de Mitzi Gaynor.

## Synopsis
À New York, Jack et Kitty Moran sont un couple qui travaille à la radio et est connu pour ses numéros de danse et de chant. Quand ils découvrent que Kitty est enceinte, ils sont au septième ciel, mais un malheureux accident de voiture provoque une fausse couche après laquelle le couple apprend que Kitty ne pourra plus jamais avoir d’enfants. À l’instar de leurs collègues Walter et Janet Pringle, qui ont adopté deux enfants, ils décident eux aussi d’en adopter un, mais ce n’est pas un processus aisé.

## Fiche technique
- Titre original : My Blue Heaven
- Titre français : Trois Gosses sur les bras
- Titre belge : Trois Gosses sur les bras[2]
- Réalisation : Henry Koster
- Scénario : Claude Binyon, Lamar Trotti, d'après S. K. Lauren (Stork Don't Bring Babies)
- Musique : Harold Arlen, Alfred Newman
- Costumes : Charles Le Maire
- Photographie : Arthur E. Arling
- Montage : James B. Clark
- Lieu de tournage : 20th Century Fox Studios
- Producteur : Sol C. Siegel
- Société de distribution : 20th Century Fox
- Pays de production :  États-Unis
- Langue originale : anglais américain
- Format : couleur (Technicolor) — 35 mm — 1,37:1 — son : mono (Western Electric Recording)
- Genre : drame et film musical
- Durée : 96 minutes
- Dates de sortie : 
  - États-Unis : 15 septembre 1950
  - France : 27 juillet 1951

## Distribution
- Betty Grable : Kitty Moran
- Dan Dailey : Jack Moran
- David Wayne : Walter Pringle
- Jane Wyatt : Janet Pringle
- Mitzi Gaynor : Gloria Adams
- Una Merkel : Miss Irma Gilbert
- Don Hicks : jeune homme
- Louise Beavers : Selma
- Laura Pierpont : Mme Johnston
- Elinor Donahue : Mary – Bratty, chasseuse d’autographes
- Phyllis Coates : fille à la fête
- Mae Marsh : la bonne
- Minerva Urecal : Mme Bates, alias "Old Mule Face"
- Suzanne Ridgeway : un membre à l'Audience / un passant dans la rue
- Barbara Pepper : Susan, la serveuse